# Пустовщина

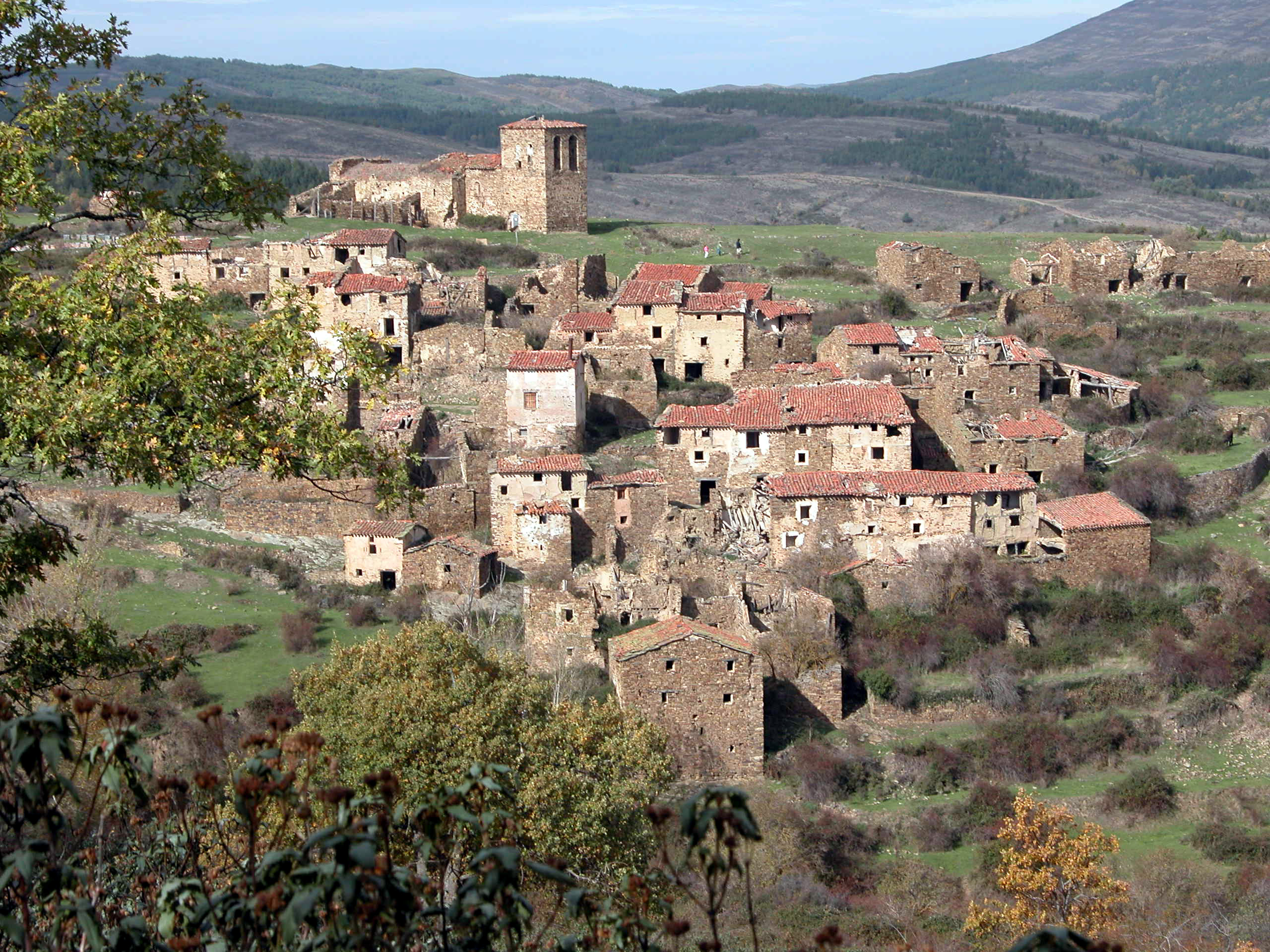
Покинуте село в Іспанії

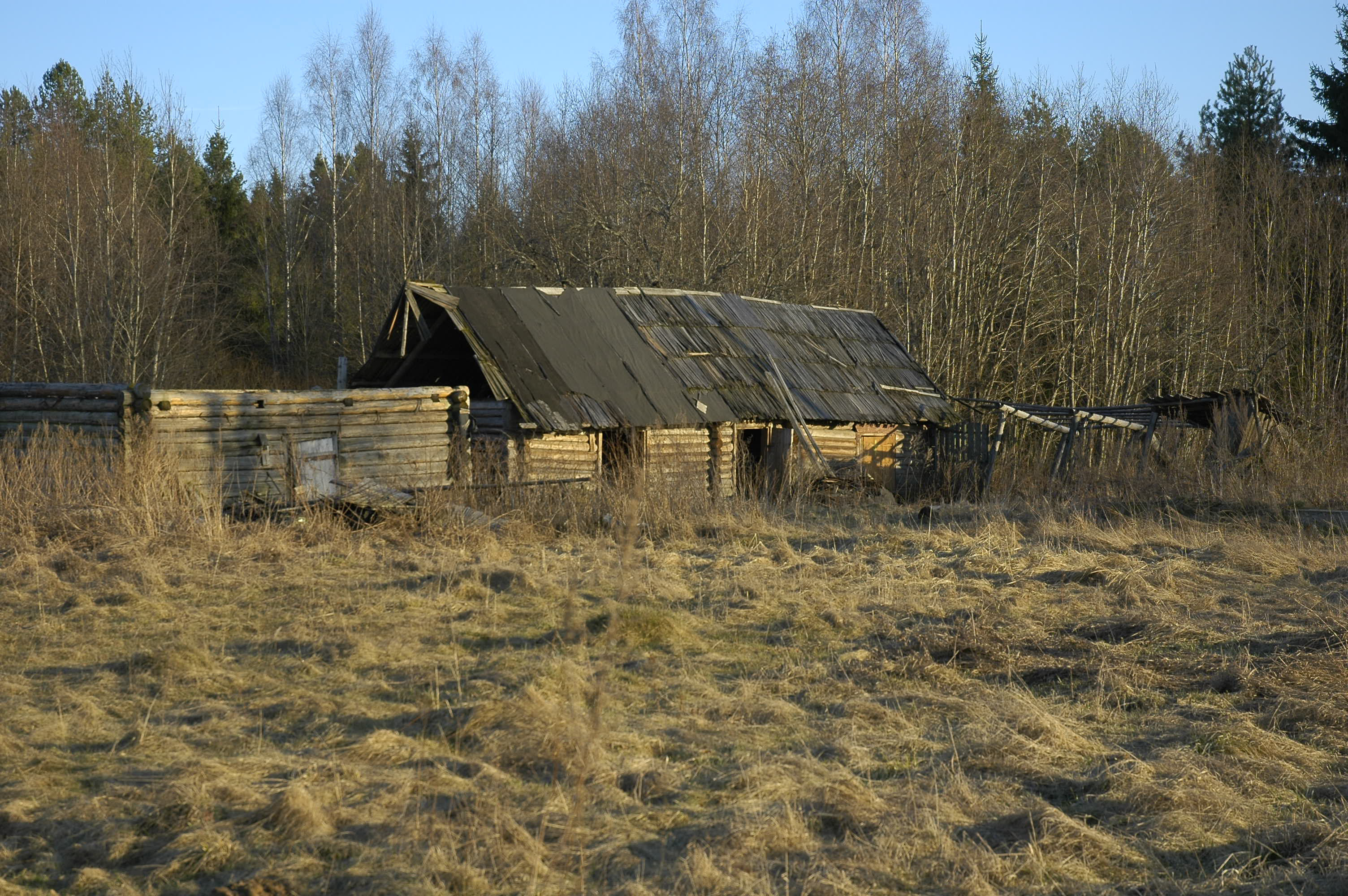
Покинуте село у Тверській області, Росія

Пустовщи́на, пу́стка — запустіла, закинута ділянка землі, місце колишнього поселення. Люди покидали обжиті місця з різних причин: воєн, голоду, смерті власників, зникнення джерел води. Взагалі пусткою також називали закинуту хату, житло, необроблену ділянку землі, безлюдну місцевість, «ділянку землі особи, що вибула з сільської громади».
Від поселень на пустках залишалися використовувані кладовища і сінні покоси, зарослі дороги, ставки, яблуневі і грушеві сади, зарості бузку і липові алеї. На закинутих місцях виростали кропива, зніт, подорожник, гіркий полин, бузина, берези. Місця колишніх дворів, садиб називались «дворищами», поселень — «селищами», а залишки печей і вогнищ — «пе́чищами». Огляд таких решток використовувався при встановленні меж пусток. Необроблювані ділянки головний власник території (князь, воєвода чи цар) міг забрати чи передати новому власнику. Пустки без власника використовувалися колективно: наприклад, заросла рілля використовувалася як сіножать.
Тривалий час пустовщини зберігали імена колишніх поселень, які часто відроджувалися на зручному місці під старою чи новою назвою. Земельні ділянки після довгого запустіння, знову заселялися, розчищалися, роздавалися чи здавалися в оренду. необроблювані протягом багатьох років землі ставали непридатними для рільництва, заростали лісом і вимагали розчищання. Землевласники звільнювали від податей тих селян, що зобов'язувалися відновити рільну землю на пустках.